# Ноев Ковчег (газета)
«Ноев Ковчег» — информационно-аналитическая международная газета армянской диаспоры, распространяемая в 12 странах.

## История
Первый номер газеты вышел в свет в августе 1997 года. Учредителем газеты являлся ООО «Ноев Ковчег Медиа» в лице его директора Анисоняна Григория Юрьевича, который и стал главным редактором газеты
С момента образования газета «Ноев Ковчег» стала отображать жизнь армянской диаспоры стран СНГ и дальнего зарубежья. Главной задачей издания является ознакомление соотечественников, проживающих за пределами Армении, с политической, экономической и культурной жизнью на Родине. В свою очередь, газета завоевала популярность у читателя не только среди армянского населения, но и любого русскоязычного украинца, белоруса, молдаванина, грузина, русского или азербайджанца.
Есть рубрики «Соотечественники», «Трибуна», «Новейшая история», «Диаспора», «Церковь», «Вести из Тбилиси», «Вести из Баку», «Память», «Новости СНГ», «Великие армяне» и новые рубрики «Бизнесмены в диаспоре» и Армянские диаспоры сегодня.

### Тираж и распространение
Газета выпускается как в печатном, так и в электронном виде. Объём газеты — 12—18 полос; периодичность выхода — один раз в месяц; формат — А2. Тираж — 104 500 экз. Тираж, распространяемый в Москве, составляет 65 000 экз.
Газета «Ноев Ковчег» распространяется в 85 городах 12 стран. Авторами статей являются политологи, дипломаты и деятели культуры.

## Награды
Премии «Карот-2009» за выдающийся вклад в развитие армянских СМИ удостоился журналист и главный редактор газеты Г. Анисонян
19 сентября 2007 года в отеле «Ararat Park Hyatt» на 10-летии выхода в свет первого номера газеты президент благотворительного Фонда «Национальная слава. Отечество» Левон Карагозян и один из лауреатов фонда Виктор Илюхин вручили главному редактору «Рубиновый крест славы» «за вклад в развитие российско-армянских общественных и культурных связей».